# Осипов Ігор Володимирович
Ігор Володимирович Осипов (рос. Осипов Игорь Владимирович; нар. 6 березня 1973, Новошумне, Федоровський район, Костанайська область, Казахська РСР, СРСР) — російський воєначальник, воєнний злочинець. Командувач Чорноморського флоту ВМФ Росії у 2019—2022, адмірал (2021).

## Біографія
У 1995 році закінчив Вище військово-морське училище підводного плавання імені Ленінського комсомолу у Санкт-Петербурзі.
Офіцерську службу проходив на Тихоокеанському флоті. Пройшов шлях від командира штурманської бойової частини малого протичовнового корабля до командира 11-го дивізіону протичовнових кораблів бригади надводних кораблів Приморської флотилії різнорідних сил.
У 2004 році закінчив Військово-морську академію імені адмірала флоту Радянського Союзу М. Г. Кузнєцова. Служив начальником штабу і командиром 165-ї бригади надводних кораблів Приморської флотилії різнорідних сил.
У 2012 році, після закінчення Військової академії Генерального штабу Збройних сил Російської Федерації, служив начальником штабу і командиром Балтійської військово-морської бази Балтійського флоту. Контр-адмірал (13.12.2014).
Із травня 2015 по вересень 2016 — командувач Каспійської флотилії.
Із вересня 2016 по серпень 2018 року — начальник штабу — перший заступник командувача Тихоокеанського флоту.
Із серпня 2018 по травень 2019 — заступник начальника Генерального штабу збройних сил Російської Федерації.
Указом Президента Російської Федерації від 3 травня 2019 року № 203 призначений командувачем Чорноморського флоту ВМФ Росії. 31 травня 2019 року віцеадміралу Ігорю Осипову вручено особистий штандарт командувача Чорноморського флоту.
Указом Президента РФ № 355 від 11 червня 2021 року присвоєно звання «адмірал».
За повідомленнями українських ЗМІ з посиланням на джерела, Ігоря Осипова нібито заарештували російські спецслужби незабаром після загибелі ракетного крейсера «Москва» 13 квітня 2022 року. Осипов був відсутній на святкуванні Дня Перемоги (9 травня) та Дня Чорноморського флоту в Севастополі (13 травня) — урочистостей, на яких командувач Чорноморського флоту ВМФ Росії за посадою завжди приймає урочисте проходження військ. Губернатор окупаційної адміністрації Севастополя Михайло Развожаєв пояснив це тим, що Осипов «перебуває на бойовому посту». Проте 19 червня в Севастополі Осипов був присутній на урочистостях з нагоди випуску офіцерів та мічманів Чорноморського вищого військово-морського училища імені П. С. Нахімова.
Після вибухів на аеродромі «Саки» в Криму, 12 серпня 2022 року з'явилася неофіційна інформація про звільнення Осипова з посади і призначення на його місце віцеадмірала Віктора Соколова, начальника Військово-морської академії ВМФ РФ.

## Особисте життя
Одружений, має доньку.

## Воєнні злочини
3 січня 2023 року Слідчі Служби СБУ зібрали якісну доказову базу на Ігоря Осіпова, та командувача дальньої авіації повітряно-космічних сил зс рф генерал-полковник Сергія Кобилаша, які несуть відповідальність за обстріли цивільних об’єктів України. Їм обом оголошено про підозри за двома статтями Кримінального кодексу України:
- ч. 2 ст. 437 (планування, підготовка, розв’язування та ведення агресивної війни);
- ч. 3 ст. 110 (посягання на територіальну цілісність і недоторканність України).

## Санкції
Осипов Ігор Володимирович несе відповідальність за активну підтримку та реалізацію дій та політики, які підривають та загрожують територіальній цілісності, суверенітету та незалежності України.
23 лютого 2022 року, на тлі вторгнення Росії в Україну, занесений до списку санкцій Євросоюзу, оскільки "відповідає за будь-яку морську операцію російського флоту, зокрема в Україні або на її території через Чорне море, а також відповідає за обмеження судноплавства в Чорному морі. Тому він несе відповідальність за активну підтримку і здійснення дій і політики, які підривають і загрожують територіальній цілісності, суверенітету і незалежності України, а також стабільності або безпеці в Україні"
Пізніше внесений до санкційних списків Великої Британії, Канади, Швейцарії, Австралії, Японії, України та Нової Зеландії.